# 최성재 (영화 감독)

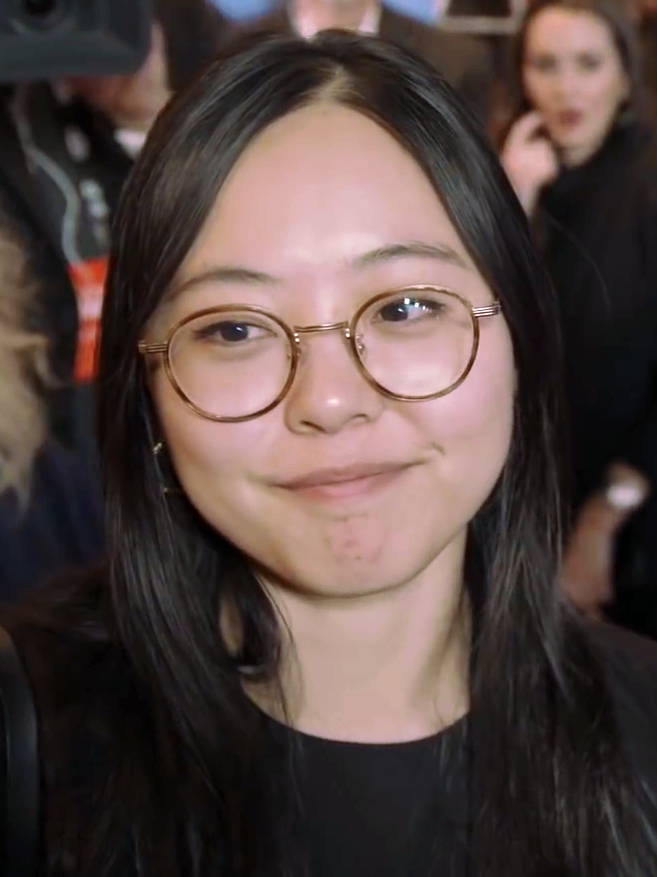
2020년 샌타바버라 국제 영화제에서의 모습

최성재(1994년 또는 1995년 ~ , 영어 이름: Sharon Choi)는 대한민국의 통역가이자 영화 감독이다. 2019년~2020년 영화 수상 시즌 기간 동안 봉준호의 한국어-영어 통역가로서 좋은 평가를 받았다.

## 생애
1994년 또는 1995년에 대한민국 서울특별시에서 태어났다. 어린 나이에 미국으로 건너가 10살 때 한국으로 돌아왔다. 용인시의 용인한국외국어대학교 부설고등학교를 다니고 서던캘리포니아 대학교에서 School of Cinematic Arts를 전공했다.

## 경력
2018년 영화 버닝의 언론 투어 기간 중에 최성재는 이창동 감독의 통역을 맡았다. 봉준호 감독의 인터뷰 중 하나를 통역해달라는 요청을 받고 2019년 4월 봉준호 감독을 만났고 그의 영화 기생충이 황금종려상을 받은 2019년 칸 영화제에서 그를 대동했다. 제77회 골든 글로브상, 제72회 미국 작가 조합상, 제92회 아카데미상을 포함하여 2019~2020년 영화 수상식에서 봉준호 감독의 통역을 계속 맡았다. 2021년 5월, 제93회 아카데미상에서 아카데미 감독상 발표 때 봉준호 감독의 통역을 맡았다.
통역가로서뿐 아니라 최성재는 영화 감독과 프로듀서이기도 하다. "자화상"이라는 5분짜리 단편 영화를 감독했고 2019년 CAAMFest에서 상영되었다. 한준희 감독의 2020년 단편 영화 딸 셋, 엄마 하나를 공동 제작했다.